# كارل كولر (كاتب)
كارل كولر (بالألمانية: Karl Koller)‏ هو عسكري وطيار وكاتب ألماني، ولد في 22 فبراير 1898 في غلون في ألمانيا، وتوفي بنفس المكان في 22 ديسمبر 1951.